# 高翔 (宋朝)
高翔（?—?），天台（今屬浙江）人。宋朝詩人。
生平不詳。僅知哲宗元祐元年（1086年）曾建言以「御陣與新陣法相兼教閱」。